# Butuanon jezik
Butuanon jezik (ISO 639-3: btw), austronezijski jezik uže centralnofilipinske skupine, kojim govori oko 34 500 ljudi (1990 popis) oko grada Butuan City na Mindanau, Filipini.
Zajedno s jezikom Tausug [tsg] čini južnobisayansku podskupinu butuan-tausug. Leksički mu je najbliži kamayo [kyk], 70%. U upotrebi je i cebuano [ceb].

## Vanjske poveznice
- Ethnologue (14th)
- Ethnologue (15th)